# ダンバード
ダンバード（ヒンディー語: धनबाद, ヒンディー語発音: [d̪ʱə̃n̪.bäːd̪]; 英語: Dhanbad）は、インドのジャールカンド州ダンバード県にある都市。人口約116万人（2011年）。コルカタの北西約240kmの位置にあり、"'Coal Capital of India"として知られている。ダーンバード とも表記される。

## 経済
ダンバードの主要産業は石炭採掘で知られている。タタ・スチールがこの地域で石炭採掘を始めた。選炭やコークス製造という石炭関連産業が主産業である。採掘で進出しているほかのメジャー企業はIISCO (Indian Iron And Steel Company) や BCCL (Bharat Coking Coal Ltd) である。CIL (Coal India Ltd) の子会社であるBCCLは、最大の石炭採掘運営会社であり、地下掘と同様に露天掘も行っているが、タタ・スチールはほとんどが地下掘である。これらの企業が町の発展（道路、上水道、電力、下水施設も含む雇用）に寄与している。

## 交通
当地は首都デリーと東部の大都市コルカタをカーンプル（Kanpur）、プラヤグラージ（Prayagraj）、ヒンドゥー教の聖地ヴァーラーナシー（Varanasi）、ガヤー（仏教聖地ブッダガヤ近郊）、アサンソル（Asansol）経由で結ぶ重要な幹線上に位置する。インド国鉄の長距離急行列車が多数発着する駅はダンバード・ジャンクション駅（Dhanbad Junction、国鉄略称DHN）である。